# Versajski ugovor
Nakon prvog svjetskog rata, mirovni sporazumi zaključeni su sa svakom pobijeđenom državom posebno.
Mirovna konferencija održana je od 18. siječnja 1919. do 21. siječnja 1920. u Parizu, a kako su njezina glavna vjećanja bila u dvorcu Versailles (Versaj), za nju se ustalio naziv: Versajska mirovna konferencija.
Glavnu riječ na toj konferenciji imali su državnici velikih sila Antante, a zastupano je 27 država iz Antantine koalicije.
Mirovni ugovor s Njemačkom zaključen je 28. lipnja 1919. u dvorcu Versaillesu (Versajski ugovor). Ona je u skladu s tim ugovorom morala priznati da je isključivi krivac za Prvi svjetski rat, pristati da se Elzas (Alsace, Elsass) i Lotaringija (Lorraine, Lotharingien) vrate Francuskoj, da se u sjevernom Schleswigu (Šlezvig) provede plebiscit, da se neki pogranični gradovi vrate Belgiji, da se u području Saara uspostavi 15-godišnja uprava Lige naroda i nakon toga provede plebiscit o njezinoj konačnoj pripadnosti Njemačkoj ili Francuskoj. Nadalje, Njemačka je morala priznati pripajanje poljskih područja novostvorenoj državi Poljskoj i priznati joj preko koridora izlaz na Baltičko more prema luci Gdanjsk. Njemačke kolonije i njemačka imovina u tim kolonijama pripali su najvećim dijelom Velikoj Britaniji, a zatim Francuskoj, Japanu, Belgiji, Portugalu, Južnoafričkoj Uniji i Australiji. Njemačka je od početka 1929. godine morala platiti ratne odštete u iznosu od 5 milijardâ dolara, a ostalo, što je trebalo naknadno utvrditi, isplatiti kroz 30 godina. 
Osim toga, zbog šteta koje je nanijela podmorničkim ratom, Njemačka je morala isporučiti pobjedničkim državama gotovu svu svoju trgovačku mornaricu i za te države svake godine proizvoditi utvrđeni broj novih brodova. Nije smjela uvoziti ni izvoziti oružje, nije smjela imati podmornice, a glede vojske mogla je držati samo 104.000 vojnika u kopnenim i 15.000 vojnika u mornaričkim postrojbama. Uz poništenje prijašnjih ugovora, Njemačka je morala priznati novonastale države u Europi i obvezati se da neće pripojiti Austriju.